# Voděrady (district de Blansko)
Pour les articles homonymes, voir Voderady.
Voděrady (en allemand : Wodierad) est une commune du district de Blansko, dans la région de Moravie-du-Sud, en République tchèque. Sa population s'élevait à 546 habitants en 2020.

## Géographie
Voděrady se trouve à 8 km à l'ouest de Boskovice, à 15 km au nord-nord-ouest de Blansko, à 33 km au nord de Brno et à 167 km au sud-est de Prague.

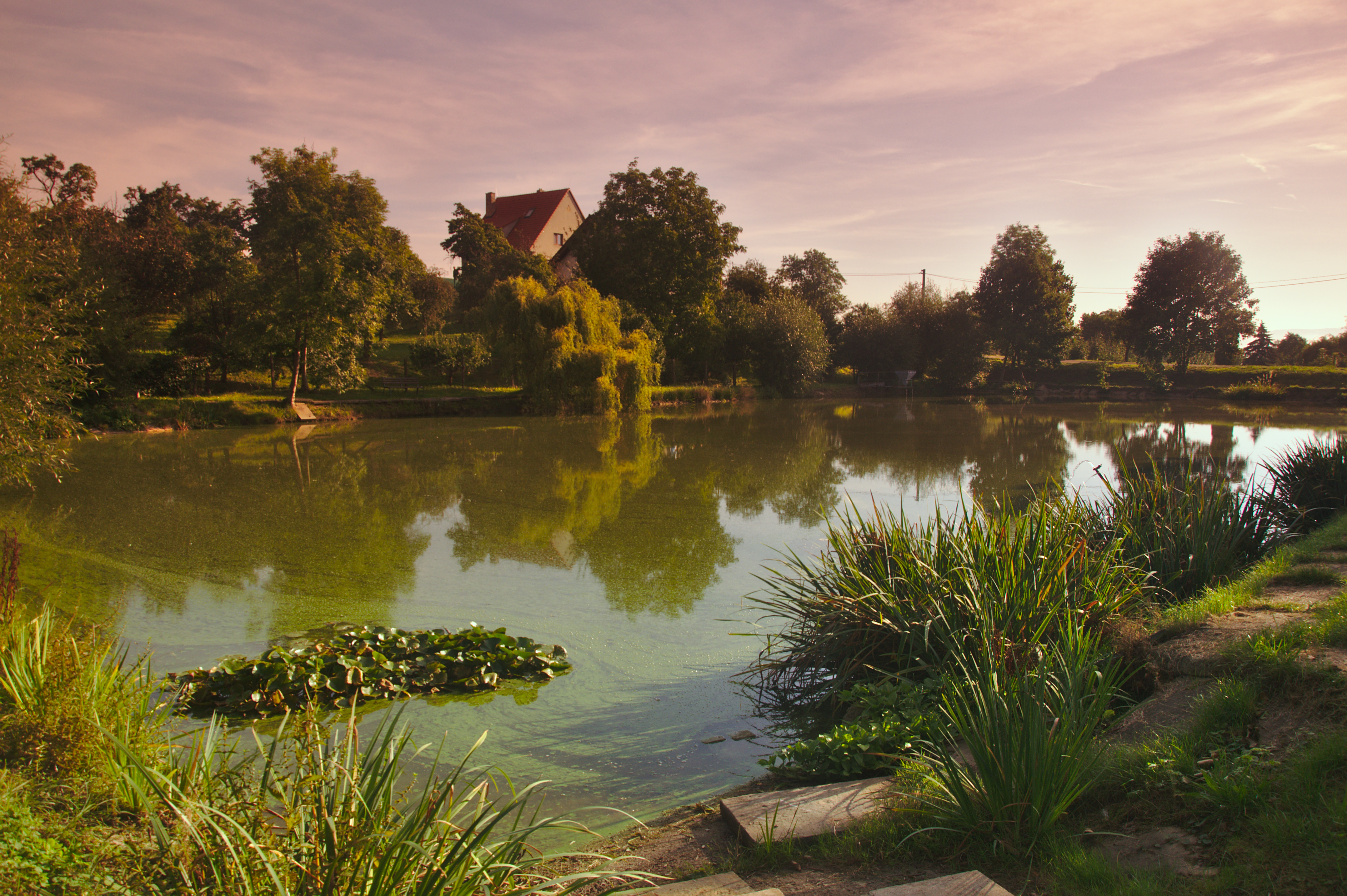
Etang à Voděrady.

La commune est limitée par Sebranice au nord, par Jabloňany à l'est, par Obora au sud-est, par Krhov et Lysice au sud, par Drnovice au sud-ouest et par Kunštát au nord-ouest.

## Histoire
La première mention écrite de la localité date de 1287.